# Frej (isbrytare)

Frejs vapen.

Frej är en svensk isbrytare som sjösattes 1975. 1990 blev fartyget och dess besättning föremål för en film av den franske regissören och etnologen Jean Rouch.

## Maskineri
Som för alla fartyg i klassen består maskineriet av fem stycken 12-cylindriga S.E.M.T Pielstick dieselmotorer av V-form som har en styrka på 3,7 MW vardera. De driver var sin generator bestående av två generatorhalvor som levererar ström till propellermotorerna. Efter konvertering, för Frejs del sommaren 1984, kan dieselmotorerna även drivas med förvärmd tjockolja. För hjälpmaskineri och fartygets egen förbrukning finns ett separat, dieseldrivet system som levererar 3-fas växelström på 400 V.

## Utrymmen
Frej har en högt placerad, tornliknande kommandobrygga med 360 graders sikt. De ljudisolerade besättningsutrymmena är helt inrymda i däckhuset.

## Systerfartyg
Förutom de övriga svenska isbrytarna i Atleklassen (Atle och Ymer) är även de finska isbrytarna i Urho-klassen, Urho och Sisu, av samma typ.

## Nya statsisbrytare
År 2015 inledde Sjöfartsverket planeringsarbetet för ersättare för de fem statsisbrytarna Oden, Frej, Ymer, Atle och Ale. Målsättningen var då att det första nya fartyget skulle tas i drift runt år 2020. Kostnaden beräknades 2015 till ca 1-1,5 miljarder kronor per fartyg. I mars 2020 tecknade Sjöfartsverket ett avtal med finländska Trafikledsverket om ett gemensamt designunderlag för nya isbrytare i Östersjön.